# Kirchschlag
Kirchschlag osztrák mezőváros Alsó-Ausztria Zwettli járásában. 2019 januárjában 618 lakosa volt. 

## Elhelyezkedése

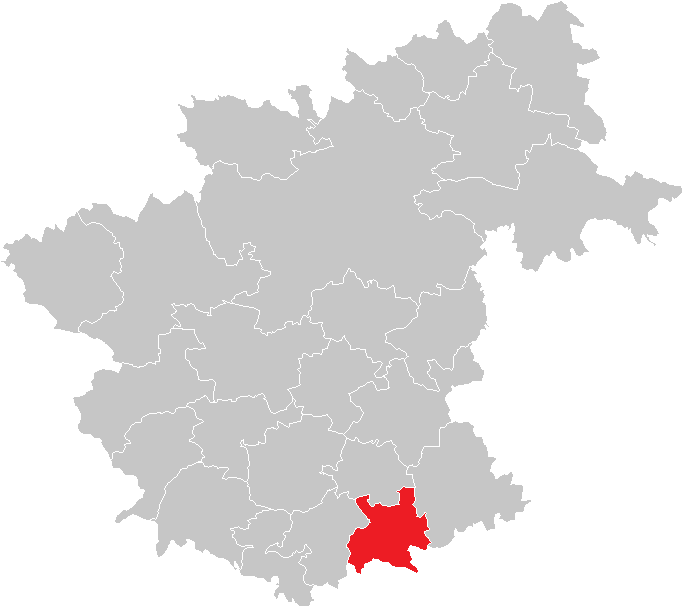
Kirchschlag a Zwettli járásban

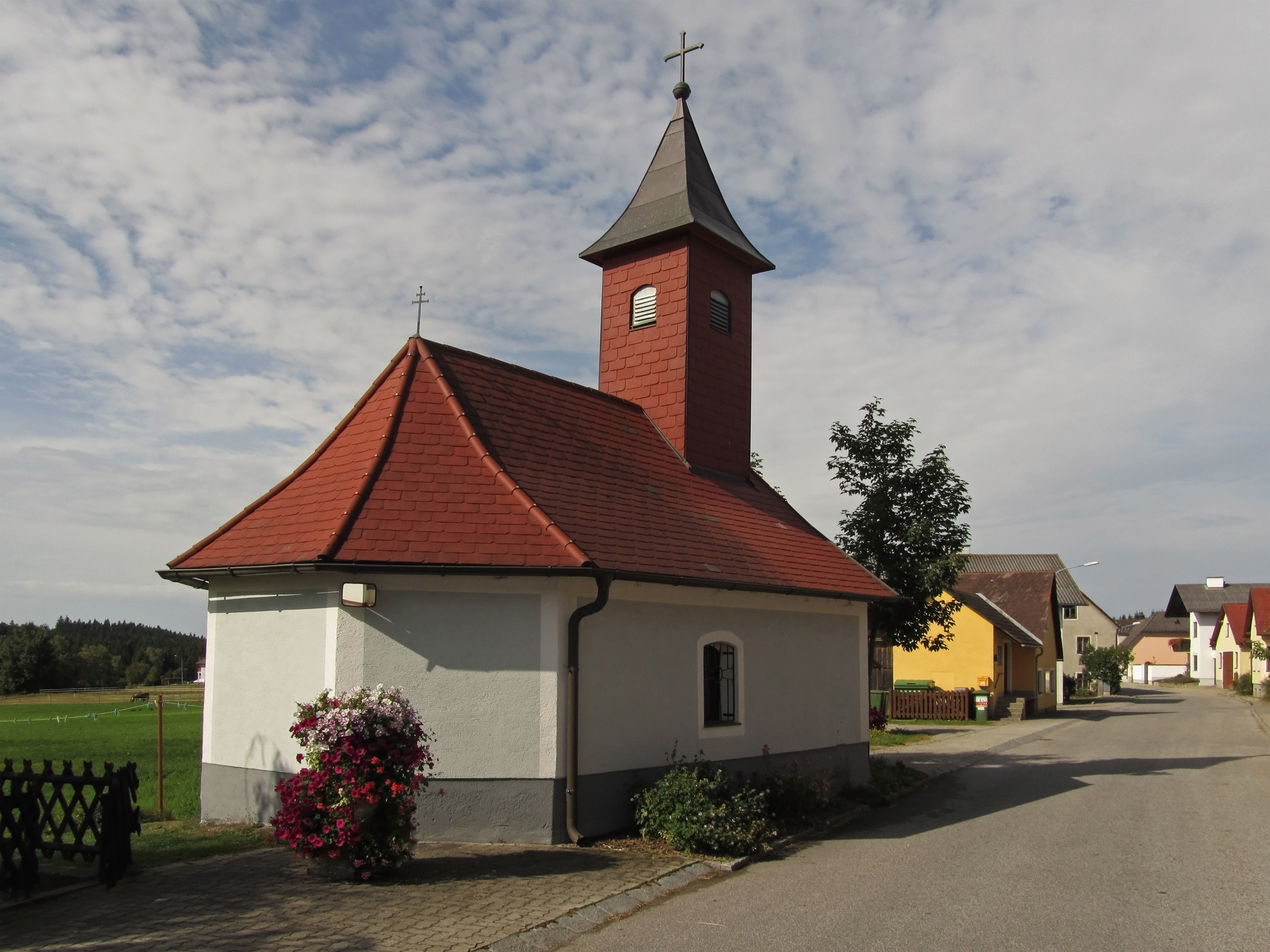
Roggenreith kápolnája

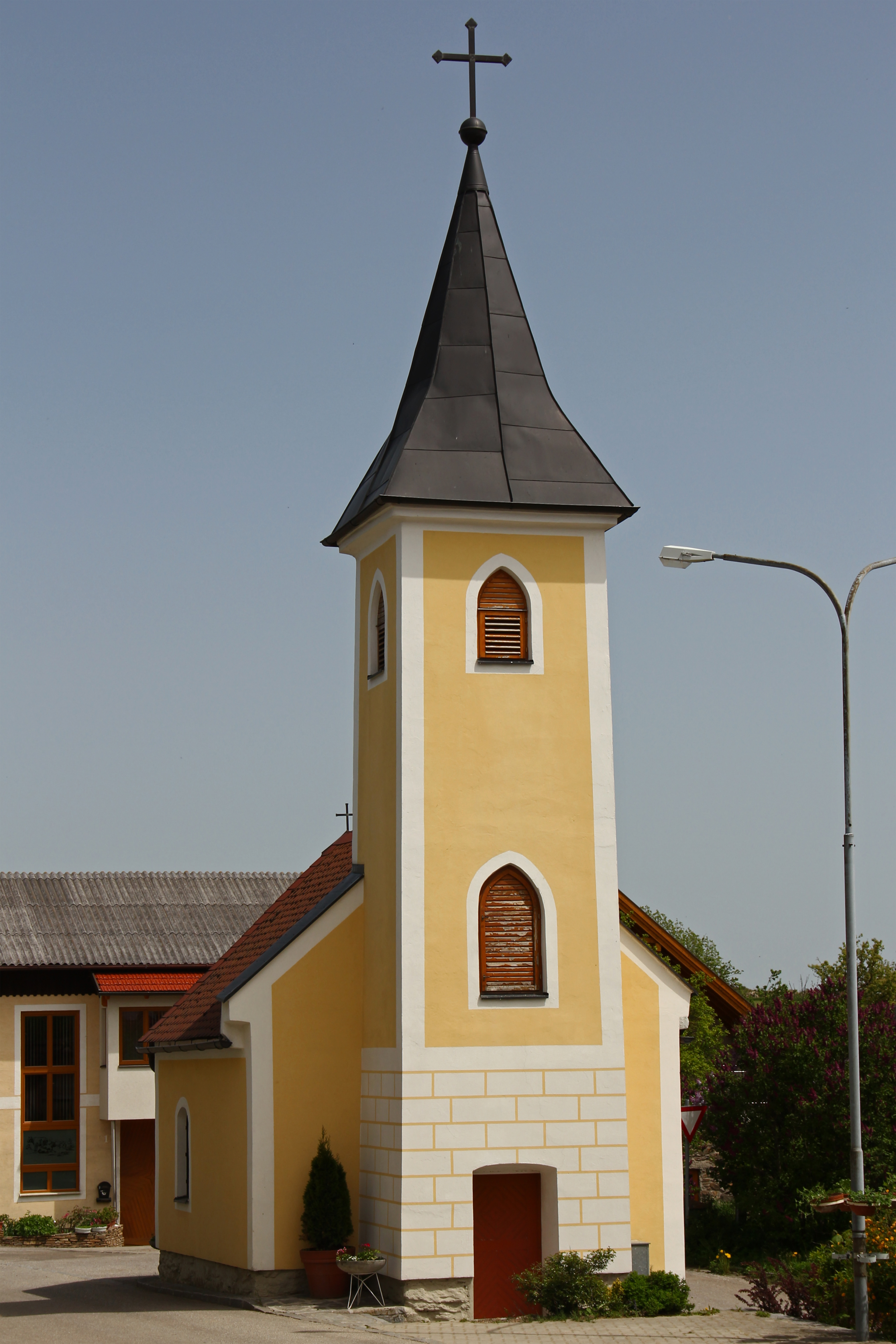
Schneeberg kápolnája

Kirchschlag Alsó-Ausztria Waldviertel régiójában fekszik a Kleine Krems folyó mentén. Területének 46,7%-a erdő. Az önkormányzat 10 településrészt és falut egyesít: Bernhardshof (31 lakos 2019-ben), Eck (28), Gaßles (10), Kienings (20), Kirchschlag (240),  Merkengerst (26), Pleßberg (42), Roggenreith (70), Scheib (107) és Schneeberg (44). A kataszteri közösségek Bernhardshof, Eck, Gaßles, Kienings, Kirchschlag, Merkengerst, Pleßberg, Roggenreith, Scheib és Schneeberg.
A környező önkormányzatok: nyugatra Martinsberg, északra Ottenschlag, keletre Kottes-Purk, délkeletre Raxendorf, délre Pöggstall.

## Története
Először 1140-ben említik, mint Chuislachot. 1180 körül a göttweigi apátság birtokába került. A 13. században a melki apátság szerzett meg itt hat jobbágytelket és egy majorságot. A templom is apátság felügyelete alatt állott. A 15. század közepén az apátság birtokcserével átadta Kirschlagot Erhard von Zelkingnek, a falu így a pöggstalli uradalomhoz került át. 1780-ban a gutenbrunni uradalom vásárolta meg Kirchschlagot. 1841-ben az egész település elpusztult egy tűzvész során. 
Kirchschlagot 1983-ban emelték mezővárosi rangra.

## Lakosság
A kirchschlagi önkormányzat területén 2019 januárjában 618 fő élt. A lakosságszám 1939-ben érte el csúcspontját 1213 fővel, azóta csökkenő tendenciát mutat. 2017-ben a helybeliek 97,6%-a volt osztrák állampolgár; a külföldiek közül 0,8% a régi (2004 előtti), 1,3% az új EU-tagállamokból érkezett. 2001-ben a lakosok 98,7%-a római katolikusnak, 1,1% pedig felekezeten kívülinek vallotta magát. Ugyanekkor egy magyar élt a mezővárosban.
A lakosság számának változása:

| 2016 | 628 |
| 2018 | 621 |

## Látnivalók
- a Szt. Miklós-plébániatemplom eredetileg román stílusban épült a 13. században; a 15. században gótikus, 1756-ban barokk stílusban átalakították. 1804-ben a templomba került egy 1680-ból származó bécsi Ecce Homo-kép, amely hamarosan vonzani kezdte a zarándokokat. A legnépszerűbb időkben évente száz körmenetet is tartottak.
- Roggenreith kápolnája
- Schneeberg kápolnája

## Fordítás
- Ez a szócikk részben vagy egészben  a   Kirchschlag (Niederösterreich) című német Wikipédia-szócikk ezen változatának fordításán alapul.  Az eredeti cikk szerkesztőit annak laptörténete sorolja fel. Ez a jelzés csupán a megfogalmazás eredetét és a szerzői jogokat jelzi, nem szolgál a cikkben szereplő információk forrásmegjelöléseként.